# Tomás Capdepón Martínez
Tomás Capdepón Martínez (Almoradí, 3 d'abril de 1820 - Múrcia, 4 de febrer de 1877) fou un militar i polític valencià, diputat a les Corts durant el regnat d'Isabel II.

## Biografia
De família terratinent, el 1839 ingressà a la carrera militar, però es llicencià com a capità arran de la revolució de 1854 per a dedicar-se al periodisme. El 1856 fundà amb Antonio Romero Ortiz a Madrid el diari La Península, proper a la nova Unió Liberal, i el 1857 fou copropietari i redactor d'El Correo. Fou elegit diputat de la Unió Liberal per Alacant a les eleccions de 1858, 1863 i 1865. Durant aquests anys es va enfrontar als cacics Rebagliato, dirigents del Partit Moderat al Baix Segura, a causa del projecte de ferrocarril d'Alacant a Múrcia, amb un ramal d'Elx a Novelda i un altre fins a Torrevella, ja que els Rebagliato només volien un ramal directe des de Novelda a Múrcia. El 1866 fou un dels signants de l'exposició a la Reina, raó per la qual fou obligat a exiliar-se.
Tornà de l'exili per a participar en la revolució de 1868, després de la qual fou regidor de l'ajuntament de Madrid. A les eleccions generals espanyoles de 1869 fou elegit diputat pel districte de Dolors. Es vinculà aleshores al Partit Constitucional de Práxedes Mateo Sagasta, amb el que fou elegit diputat novament a les eleccions generals espanyoles de 1871 i abril de 1872. Durant aquests anys fou subsecretari d'Hisenda i Director General de Propietats i Drets de l'Estat.
Durant els anys de la Primera República Espanyola va romandre inactiu políticament, i un cop triomfà la restauració borbònica participà en la reconstitució del Partit Constitucional el 1875. Deixà com a hereu polític al seu nebot Trinitario Ruiz Capdepón

## Obres
- Manual del cabo y el sargento (1850)
- Hacienda de la nación (1872)